# Kałdowo (gromada)
Kałdowo – dawna gromada, czyli najmniejsza jednostka podziału terytorialnego Polskiej Rzeczypospolitej Ludowej w latach 1954–1972.
Gromady, z gromadzkimi radami narodowymi (GRN) jako organami władzy najniższego stopnia na wsi, funkcjonowały od reformy reorganizującej administrację wiejską przeprowadzonej jesienią 1954 do momentu ich zniesienia z dniem 1 stycznia 1973, tym samym wypierając organizację gminną w latach 1954–1972.
Gromadę Kałdowo z siedzibą GRN w Kałdowie utworzono – jako jedną z 8759 gromad na obszarze Polski – w powiecie malborskim w woj. gdańskim na mocy uchwały nr 21/III/54 WRN w Gdańsku z dnia 5 października 1954. W skład jednostki weszły obszary dotychczasowych gromad Cisy, Grobelno, Kamienice, Kamionka, Kościeleczki i Kraśniewo oraz przysiółek Czerwone Stogi z dotychczasowej gromady Kałdowo ze zniesionej gminy Kałdowo w tymże powiecie. Równocześnie pozostałą część gromady Kałdowo (oprócz Czerwonych Stogów) włączono do Malborka, przez co siedziba gromady znalazała się de facto w Malborku.
Dla gromady ustalono 12 członków gromadzkiej rady narodowej.
1 stycznia 1958 do gromady Kałdowo włączono grunty PGR Kapustowo z gromady Miłoradz w tymże powiecie.
1 stycznia 1960 do gromady Kałdowo włączono miejscowości Lasowice Wielkie, Lasowice Małe, Szawałd, Pielica, Kamionka-Przystanek i Tragamin ze zniesionej gromady Lasowice Wielkie oraz miejscowość Stogi ze zniesionej gromady Szymankowo w tymże powiecie.
1 stycznia 1972 do gromady Kałdowo włączono część obszaru miasta Malbork (1744,38 ha) w tymże powiecie; część ta odpowiada obszarowi współczenej wsi Kałdowa, czyli części Kałdowa, która odtąd pozostaje poza granicami miasta.
Gromada przetrwała do końca 1972 roku, czyli do kolejnej reformy gminnej.